# Inglés de Santa Elena
El inglés de Santa Elena (English of Saint Helena) es la forma de la lengua inglesa utilizada en la isla Santa Elena en el océano Atlántico Sur. Localmente es denominado "Saints". El acento tiene semejanzas con los acentos de Sudáfrica, Australia, Nueva Zelanda, y de otras colonias británicas del Atlántico Sur, como Malvinas o Tristán de Acuña.

## Características
La variedad de inglés hablada en la isla se remonta al establecimiento de la colonia por la Compañía Británica de las Indias Orientales en 1658, siendo la más antigua en el hemisferio. De hecho, es más que un siglo más antiguo que las principales variedades de Sudáfrica, Australia y Nueva Zelanda. La influencia inglés en Santa Elena fue la más generalizada, ya que algunos habitantes provenían no solo de Europa, si no también de África y la India. Además, es considerado como una de las variantes del inglés más aisladas del mundo y los últimos años, inmigrantes de la isla se han dirigido a las Malvinas, quienes también tienen su propia variedad de inglés, que en algunos sentidos es similar a la de Santa Elena.
Esta variedad (junto con la malvinense y la hablada en Tristán de Acuña) no son róticas, lo que significa que la /r/ no se pronuncia al final de una palabra o antes de una consonante, al igual que en el sureste de Inglaterra, o partes de Nueva Inglaterra. De hecho, al igual que en estos sitios, los habitantes de las islas del Atlántico Sur dicen "Pahk el cah" (‘park the car’) para referirse a aparcar al coche. Esta variedad también exhibe el llamado "r que une", por lo que la /r/ se pronuncia si va seguida de una vocal en la palabra siguiente, como en mothe[r]es (pero no al decir motheh). Otro tipo de [r] presentado en el Atlántico Sur es la llamada "r intrusiva", como en la pronunciación de idea[r]. Aunque estos dos últimos casos de /r/ no son tan comunes en Santa Elena. Otra peculiaridad del habla local es la pronunciación de la intervocálica /t/ en better, letter y butter, que suena más como un [d] o una [r], similar al inglés estadounidense.
También cuenta con la pronunciación de los sonidos th —como paradas alveolares [t] y [d] en lugar de fricativas como interdentales y la simplificación de la palabra— como en buil’ para ‘build’ and lef’ para ‘left’. En cuanto a la gramática, el inglés de Santa Elena se caracteriza por muchas características que se encuentran en otras formas no estándar de inglés, como el uso de los demostrativos para marcar elementos definidos (por ejemplo en casos relacionados con las tareas en el campo); la regularización de las formas reflexivas (por ejemplo, usar he had, hisself, herself, ourselves); formas no diferenciadas para tiempo pasado y participio pasado; y la falta de un plural marcado después de un número, utilizando la forma singular del sustantivo después de una cifra o un cuantificador (por ejemplo, about two year ago, seventy pound, twelve month, y there wasn’t many house).
También en Santa Elena se suelen utilizar dobles modales y se suele utilizar la múltiple negación (por ejemplo: You no eat no food). Mientras que no hay diferencias en la pronunciación de vocales. Por otra parte, la primera persona del plural del pronombre es nosotros, independientemente de su posición en la oración (por ejemplo, us come up Peak Hill… us had a very saucy school master). Al igual que muchas otras variedades no estándar de inglés, una forma especial se utiliza para la segunda persona del plural del pronombre: y’all, como en el sur de los Estados Unidos. Entre otras características no estándar que se encuentran en el habla de Santa Elena son la omisión de tiempo pasado "-ed" y el uso de los demostrativos para marcar elementos definidos.